# Everton Nogueira
Everton Nogueira (12 december 1959) is een voormalig Braziliaans voetballer.

## Carrière
Everton Nogueira speelde tussen 1981 en 1994 voor São Paulo, Yokohama Marinos en Kyoto Purple Sanga.